# تثبيت سعر الذهب

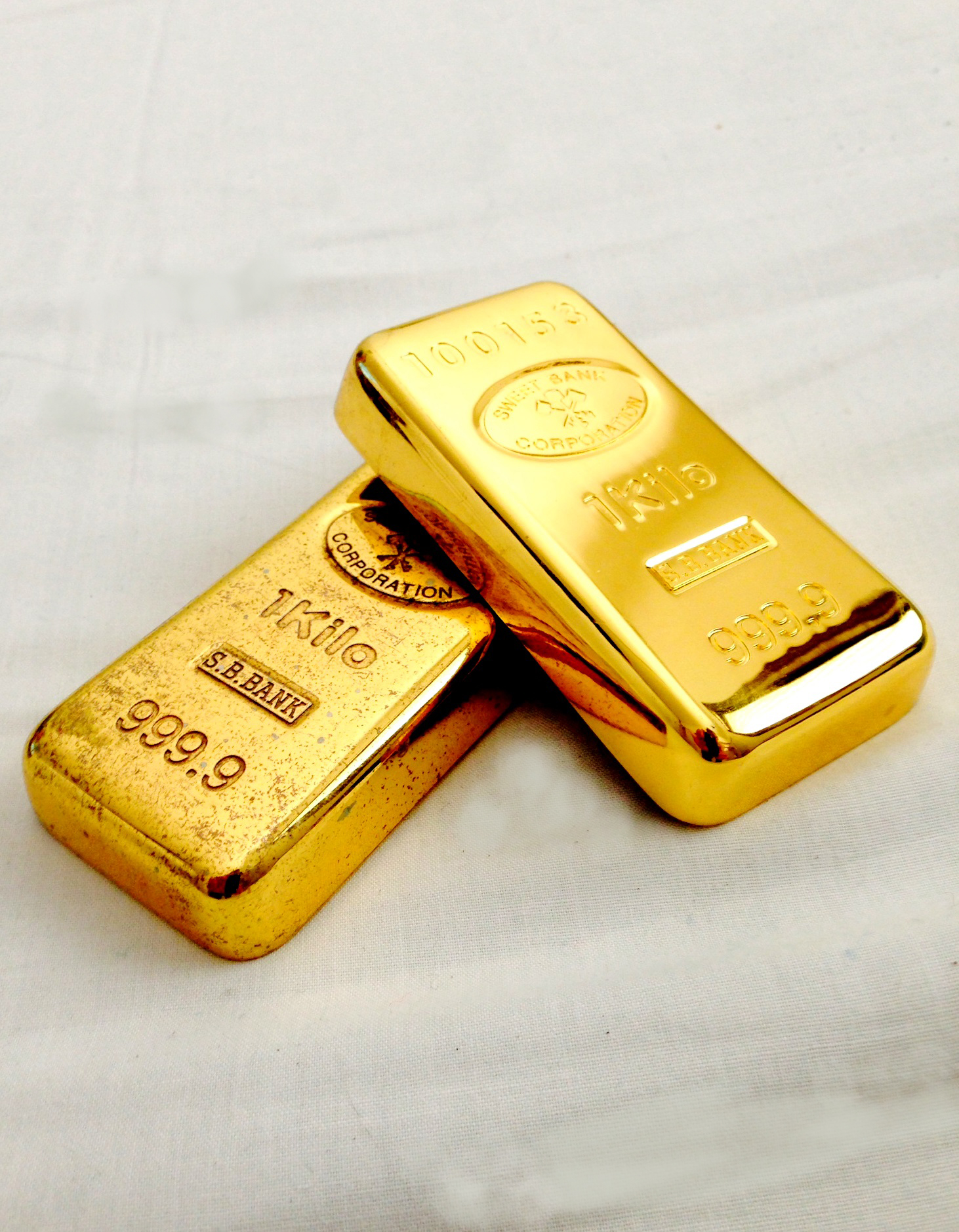

تثبيت سعر الذهب هو عملية تجارية يتم بمقتضاها بالمفهوم العام تحديد قيمة ثابتة للذهب أثناء التعاملات التجارية في فترة زمنية محددة.  
يتم تثبيت سعر الذهب حالياً في الأسواق العالمية مرتين في كل يوم عمل لسوق لندن للسبائك London bullion market؛ وذلك في توقيتين: صباحاً الساعة العاشرة والنصف صباحاً والثالثة بعد الظهر بتوقيت غرينتش. يقوم بتثبيت السعر مجموعة من الشركات وهي حالياً: باركليز وبنك الصين وبنك أوف كوميونيكيشن (بنك الاتصالات) وغولدمان ساكس وإتش إس بي سي الولايات المتحدة وجي بي مورغان تشيس ومورغان ستانلي وسوسيتيه جنرال وستاندرد تشارترد وسكوتيابنك (سكوتياموكاتا) وبنك تورنتو-دومينيون.
رغم أن التثبيت يتم من قبل هذه الشركات المساهمة، إلا أن القيمة تعد معياراً مرجعياً للتعملات المالية بالذهب في كافة أسواق المال حول العالم.